# Silnice II/469
Silnice II/469 je silnice II. třídy, která vede z Ostravy ke hraničnímu přechodu Hať / Tworków. Je dlouhá 18,1 km. Prochází jedním krajem a dvěma okresy.

## Vedení silnice

### Moravskoslezský kraj, okres Ostrava-město
- Poruba (křiž. I/11, II/479)
- Pustkovec
- Plesná (křiž. III/46620, III/46613)

### Moravskoslezský kraj, okres Opava
- Děhylov (křiž. III/4673)
- Hlučín (křiž. I/56, III/4695, peáž s I/56)
- Darkovičky (křiž. III/4696)
- Hať (křiž. III/4698)